# Шушерма
Шушерма — деревня в Кайбицком муниципальном районе Республики Татарстан. Расположена в 13 км к северо-востоку от районного центра — села Большие Кайбицы. Входит в состав Бурундуковского сельского поселения.

## География
Деревня имеет овражно-балочное топографическое положение. В 1,5 км севернее деревни протекает река Кубня. На востоке деревни находится одноимённая остановочная платформа Горьковской железной дороги, на 42 км участка Свияжск — Ульяновск. Через Шушерму проходит автомобильная дорога Тюрлема — Нурлаты — Бурундуки с идентификационным номером 16ОПРЗ 16К-0879.

## История
Возможно, деревня основана в период существования Волжской Булгарии. На это может указывать наличие в названии данного населённого пункта топокомпонента «шир», имеющего отношение к булгарскому языку. Кроме этого, в ходе археологических раскопок 2003 г., руководимых Бурхановым А. А., были исследованы остатки укреплений т. н. Луковского городища, или Япанчы — средневекового поселения XII—XIV вв., расположенного в 2 км к северо-востоку от Шушермы. В Татарском энциклопедическом словаре указано, что деревня Шушерма известна со времён Казанского ханства. Самым ранним известным источником, в котором этот населённый пункт упоминается как Старая Шушерьма, является «Список перечневой Свияжска[го] уезду свияжских мурз и сл[ужи]лых татар и недорослеи поме[стным] землям с книг писма и меры д[ум]ного дворянина Ивана Михаиловичка Аничкова с товарыщи 155-го и 156-го и 157-го и 158-го и 159-го [и 160-го] году», относящийся к 1646-1652 годам. В официальных документах XVIII—XIX вв. использовалось двойное название «Шушерма, Шебазово тож».
После завоевания Российским царством Казанского ханства, данный населённый пункт был включён в состав Муратовского стана и сотни князя Аклычева Свияжского уезда. Такая система управления сохранялась и в XVII—XVIII вв. В начале XIX века служилые татары деревни Шушермы входили в Большекушманскую лашманскую волость Свияжского уезда, а ясашные татары относились к Федоровской волости того же уезда. При проведении реформы Киселёва 1837—1841 гг., Шушерма становится частью Молвинской волости Свияжского уезда.
В «Списке населенных мест по сведениям 1859 года», изданном в 1866 году, населённый пункт упомянут как казённая деревня Шушерма 1-го стана Свияжского уезда Казанской губернии. Располагались при речке Шушерме, по правую сторону просёлочной дороги от Симбирского тракта в Цивильский уезд, в 41 версте от уездного города Свияжска и в 17 верстах от становой квартиры в казённом селе Кильдеево (Троицкое). В деревне в 105 дворах жили 659 человек (315 мужчин и 302 женщины). Была мечеть.
Во время земской реформы 1864 года деревня включается в состав Азелеевской волости Свияжского уезда.
После образования Свияжского кантона 25 июня 1920 г., деревня вошла в состав Кушманской волости. 14 февраля 1927 года, с образованием Ульянковского района, Шушерма включается в состав этой административной единицы ТАССР. С 1 августа 1927 года в Кайбицком, с 1 февраля 1963 года в Буинском, с 4 марта 1964 года в Апастовском районах, с 19 апреля 1991 года снова в Кайбицком районе.
В дореволюционный период жители деревни составляли Шушерминское сельское общество во главе с сельским старостой. После утверждения Советской власти был организован Исполком Шушерминского сельского Совета, который в 1954 г. вошёл в состав Бурундуковского сельского Совета.

## Экономика, социальная сфера
Основу хозяйства, преимущественно, составляло и составляет полеводство и молочное скотоводство. В дореволюционный период в деревне функционировали 2 ветряные мельницы и крупообдирка, был распространён мукомольный промысел. Существовала прослойка мелких торговцев, содержавших 4 мелочные лавки. Площадь земельного надела сельской общины составляла 1249 десятин. В 1910-е г., при проведении аграрной реформы Столыпина, некоторая часть жителей вышла из общины на отруба. Но этот процесс был прерван начавшейся Первой мировой войной 1914—1918 гг. и, уже окончательно, остановлен принятием Декрета о земле 8 ноября 1917 г. после установления Советской власти.
В 1930-е гг., при проведении политики сплошной коллективизации, индивидуальные хозяйства жителей деревни Шушерма были принудительно включены в сельскохозяйственную артель «Көрәшче». В 1957 г. деревня Шушерма вошла в состав колхоза имени Фрунзе. 17 июля 1963 г., по решению общего собрания колхозников деревень Шушерма и Бурундуки, колхоз имени Фрунзе был переименован в колхоз имени Куйбышева. 3 марта 1994 г., после ликвидации колхоза имени Куйбышева, возникла Ассоциация крестьянских хозяйств «Чулпан». 23 апреля 1998 г. пайщики деревни Шушерма вышли из состава АККХ «Чулпан» и организовали собственный Производственный кооператив крестьянских хозяйств «Яңа юл». 30 августа 2018 г. эта организация была ликвидирована. Земельные паи жителей были переданы под управление частного инвестора Хаялиева А.И. Возникло сельхозпредприятие ООО «Туган як — агро».
В деревне функционирует фельдшерско-акушерский пункт, размещённый в здании бывшей школы. В 1989—1990 гг. был построен водопровод с водонапорной башней, снабжающий водой жителей восточной части деревни. В 2012 г. для нужд жителей западной части деревни была построена вторая в деревне водонапорная башня и проведена новая линия водопровода. В 1999 г. в деревне была проведена газификация, а в 2004 г. — полная телефонизация. В 2007 г. на улицах Гагарина и Вахитова было уложено асфальтобетонное покрытие. В конце 2010-х гг., используя средства самообложения, было уложено щебёночное покрытие для улиц, построена детская площадка, обнесено металлическим забором новое кладбище.

## Культура
Известно, что ещё в 1859 г. в Шушерме имелась мечеть. В конце XIX в., прошением сельского общества, имамами были назначены Тагиров Закирзян и Якупов Зиганша. В начале XX в. подрастающее поколение получало образование в двух медресе. В 1940 году мечеть была закрыта, её здание было разобрано, а материалы были использованы для строительства сельского клуба. В 2000 г., на собранные местными жителями денежные средства, была построена новая мечеть. Торжественное открытие молитвенного сооружения, с приглашением Председателя Духовного управления мусульман Татарстана муфтия Гусмана Исхакова, состоялось 24 декабря 2000 г. в месяц Рамадан.
В 1937 году была открыта светская начальная школа и размещена в конфискованном деревянном доме репрессированного деревенского муллы Якупова Зиганши. В 1987 г. для школы было построено новое кирпичное здание. В 2020 г., рамках проводимой в России политики оптимизации образовательной системы, школа была закрыта.
Функционирует сельский дом культуры. В 2006 г. был построен культурно-спортивный комплекс. В апреле 2021 г. в здании был проведён капитальный ремонт.

## Демография[24]
| Годы               | 1782                  | 1859 | 1897 | 1908 | 1920 | 1926 | 1938 | 1949 | 1958 | 1970 | 1979 | 1989 | 2002 | 2010 |
| Количество жителей | 156 душ мужского пола | 601  | 1141 | 1540 | 1236 | 867  | 671  | 435  | 440  | 490  | 423  | 318  | 274  | 254  |

Национальный состав — в основном, татары. В 2010-х годах в деревне поселились 3 семьи из числа русских, марийцев и чуваш.

## Известные личности
В Шушерме родились:
- Тимерша Саллави — татарский писатель, журналист и общественный деятель;
- Гибадуллин Мубарякша Ахмедович — участник Великой Отечественной войны 1941—1945 гг., подполковник технической службы;
- Назмутдинов Тимерша Гарафутдинович — участник Великой Отечественной войны 1941—1945 гг., полный кавалер ордена Славы;
- Фуат Тагиров — один из создателей Государственного интернационального театра кукол в ТАССР.

## Галерея

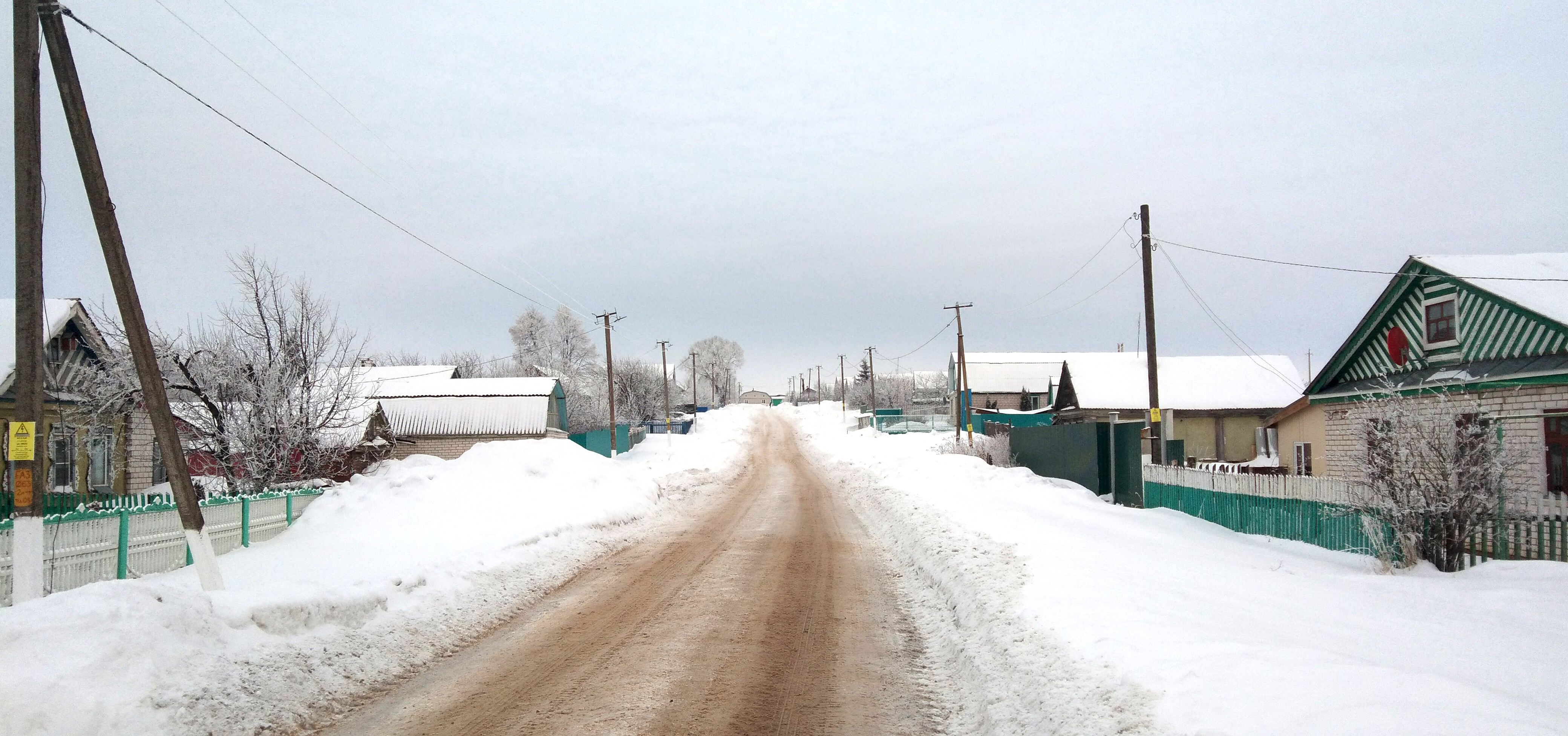
Центральная улица — Бакинская, ныне — Гагарина
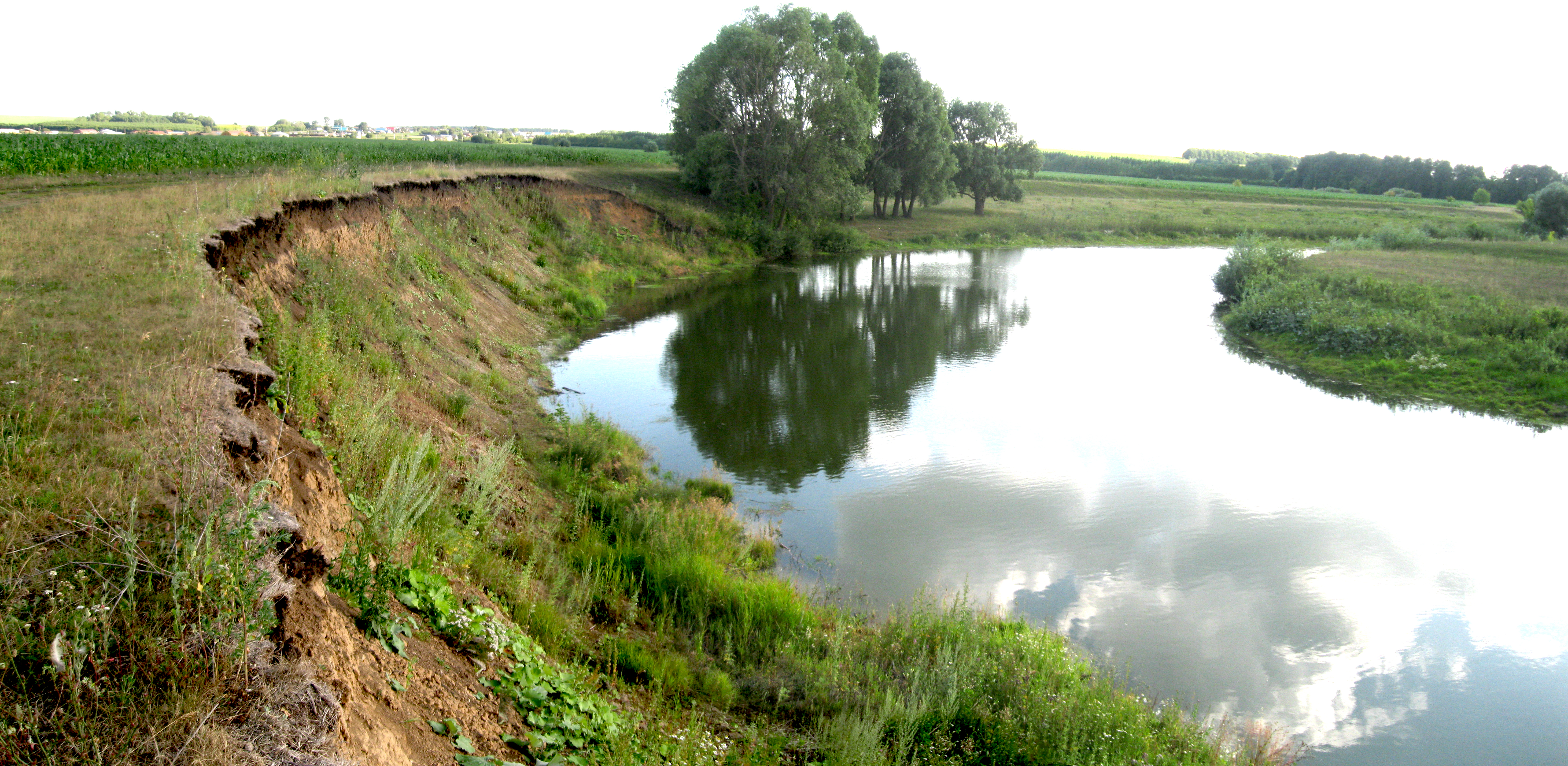
Вид на деревню со стороны реки Кубня
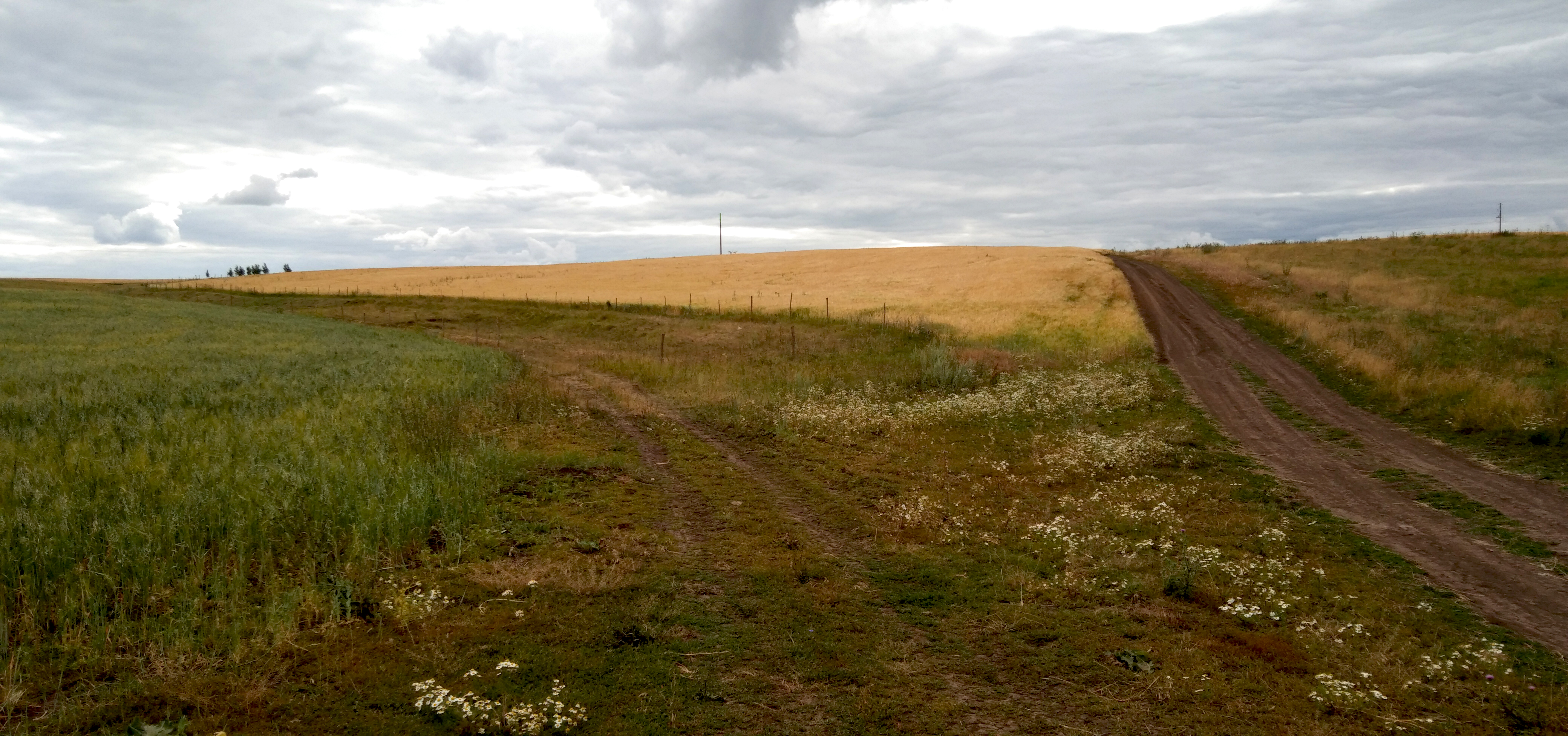
Балка Нурми и дорога в Гордеевский лес
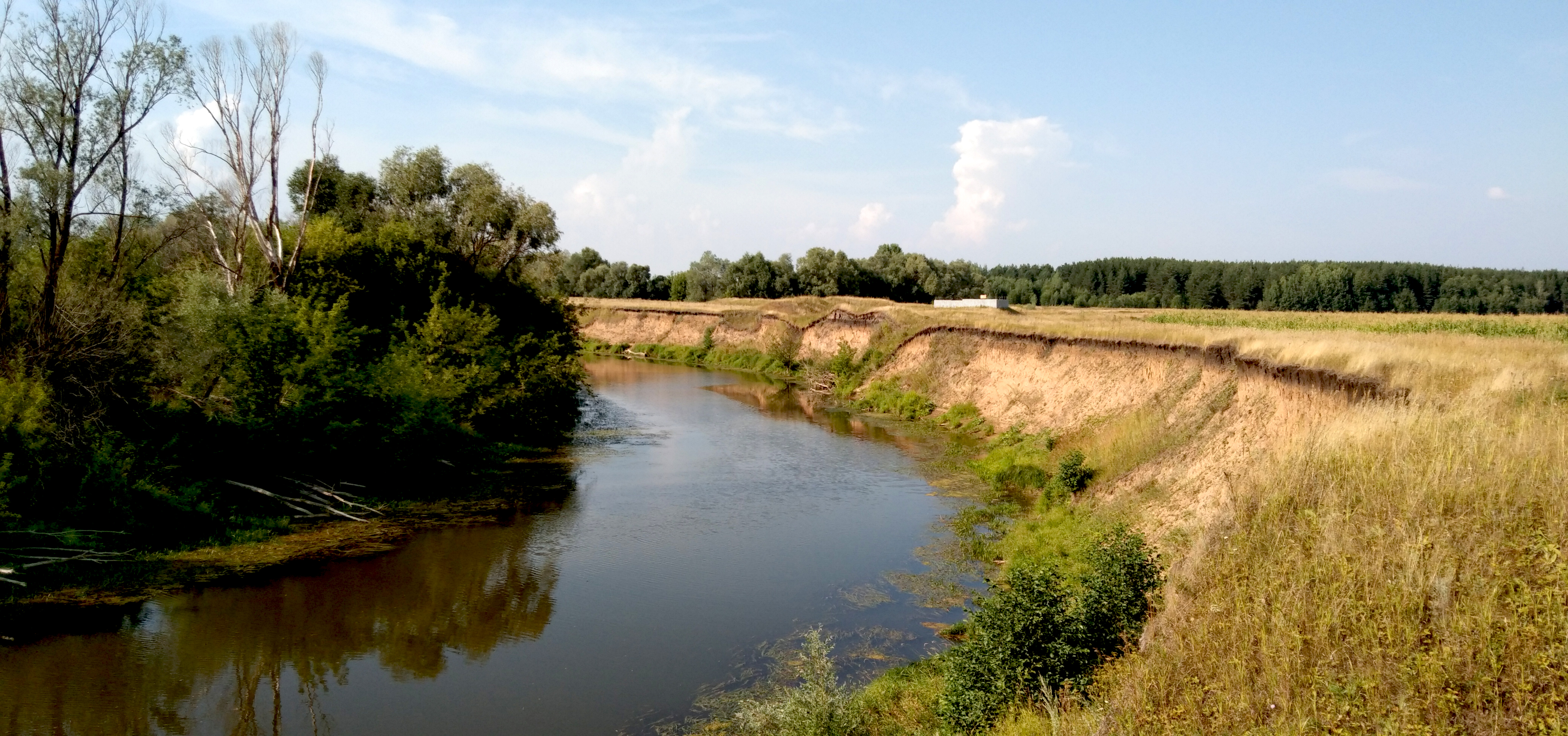
Вид на валы и рвы Луковского городища (Япанчы)
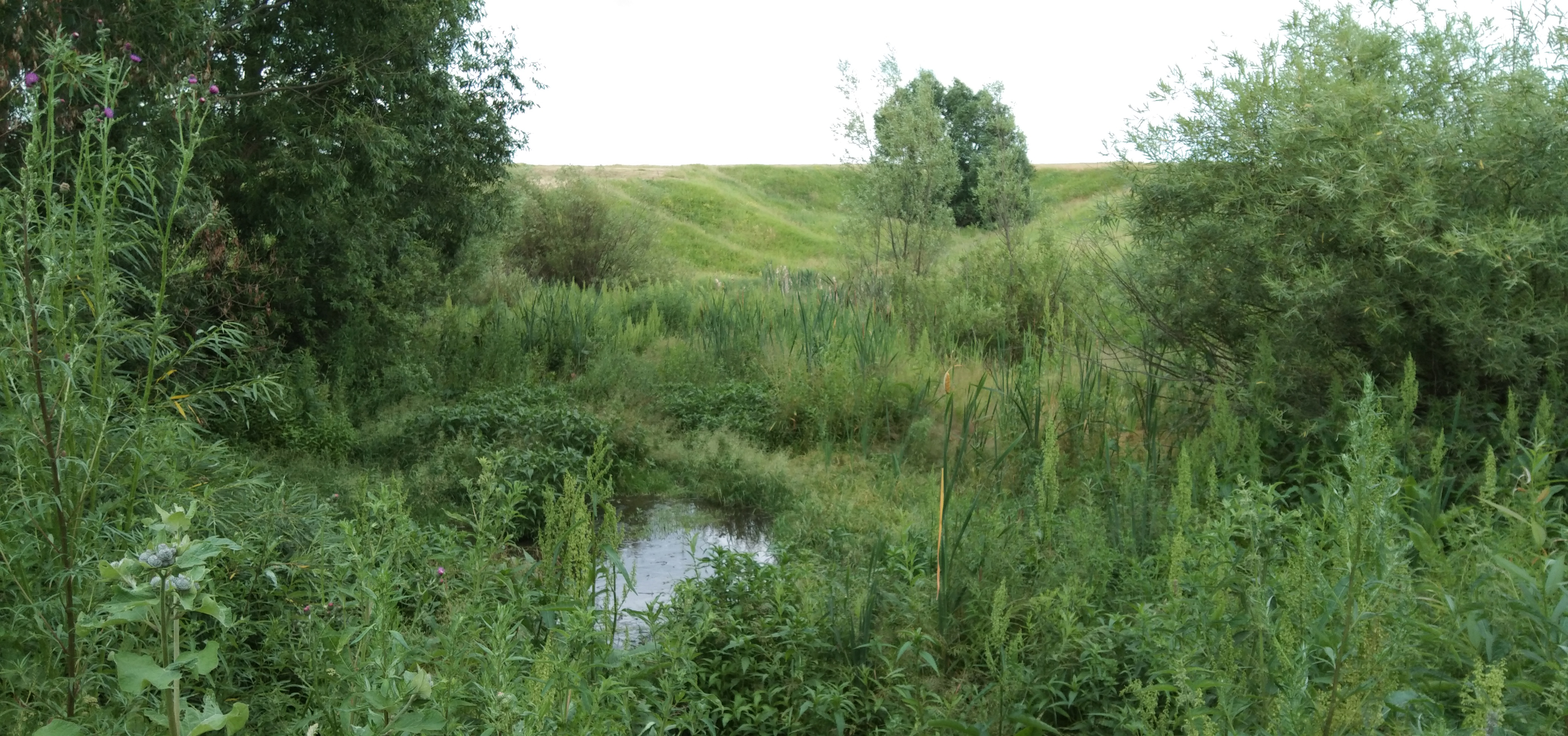
Второй родник
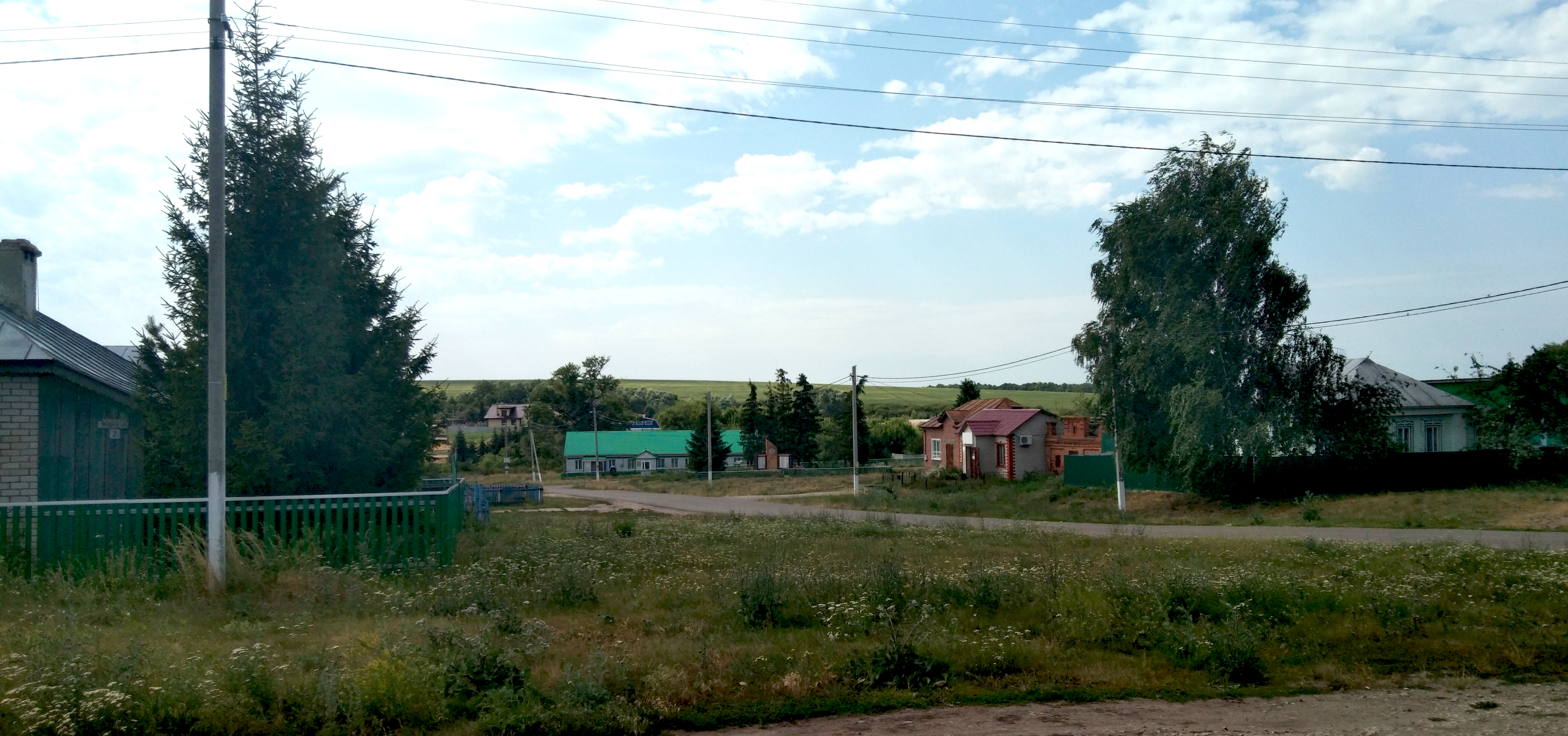
Центр населенного пункта
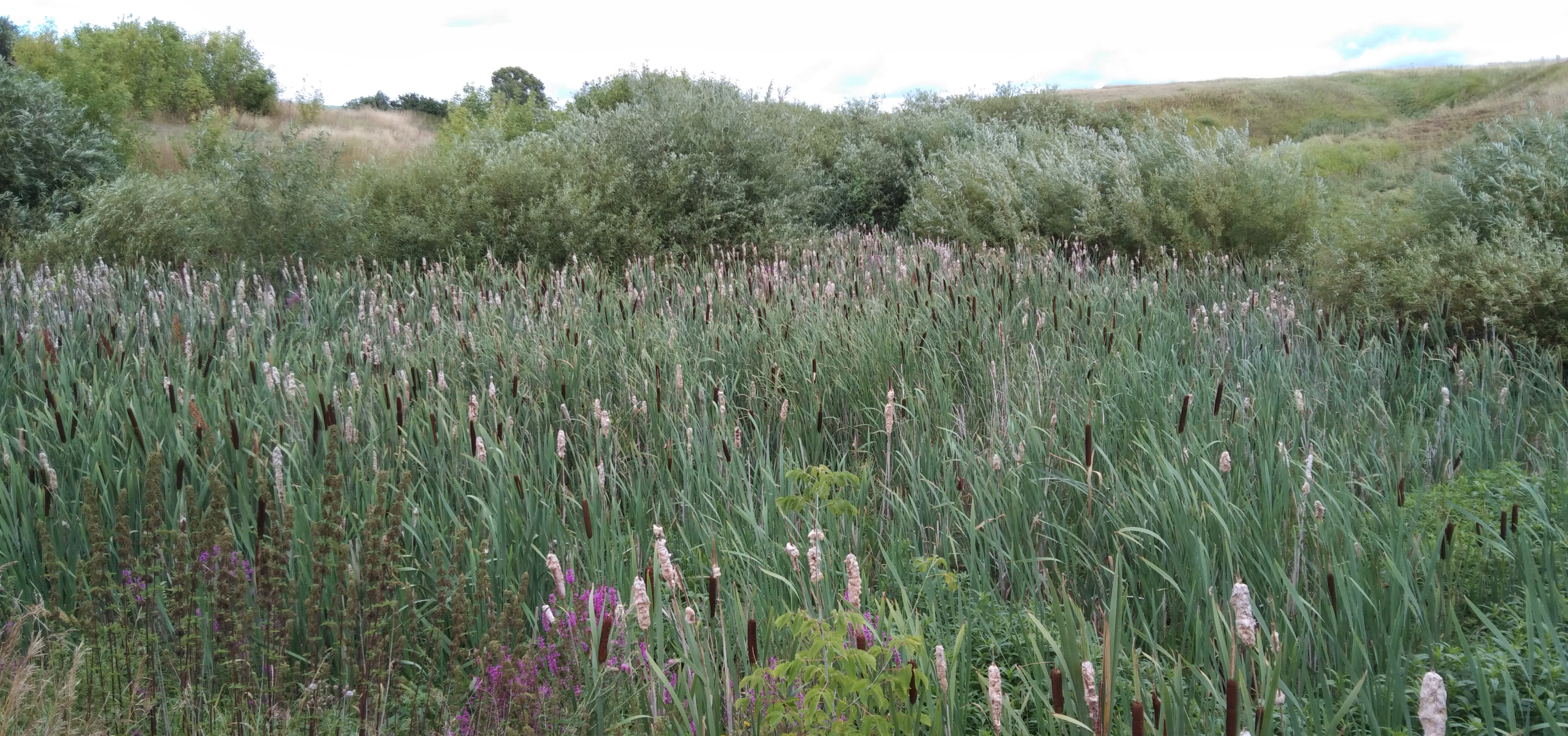
Заросший пруд — Шакир буасы
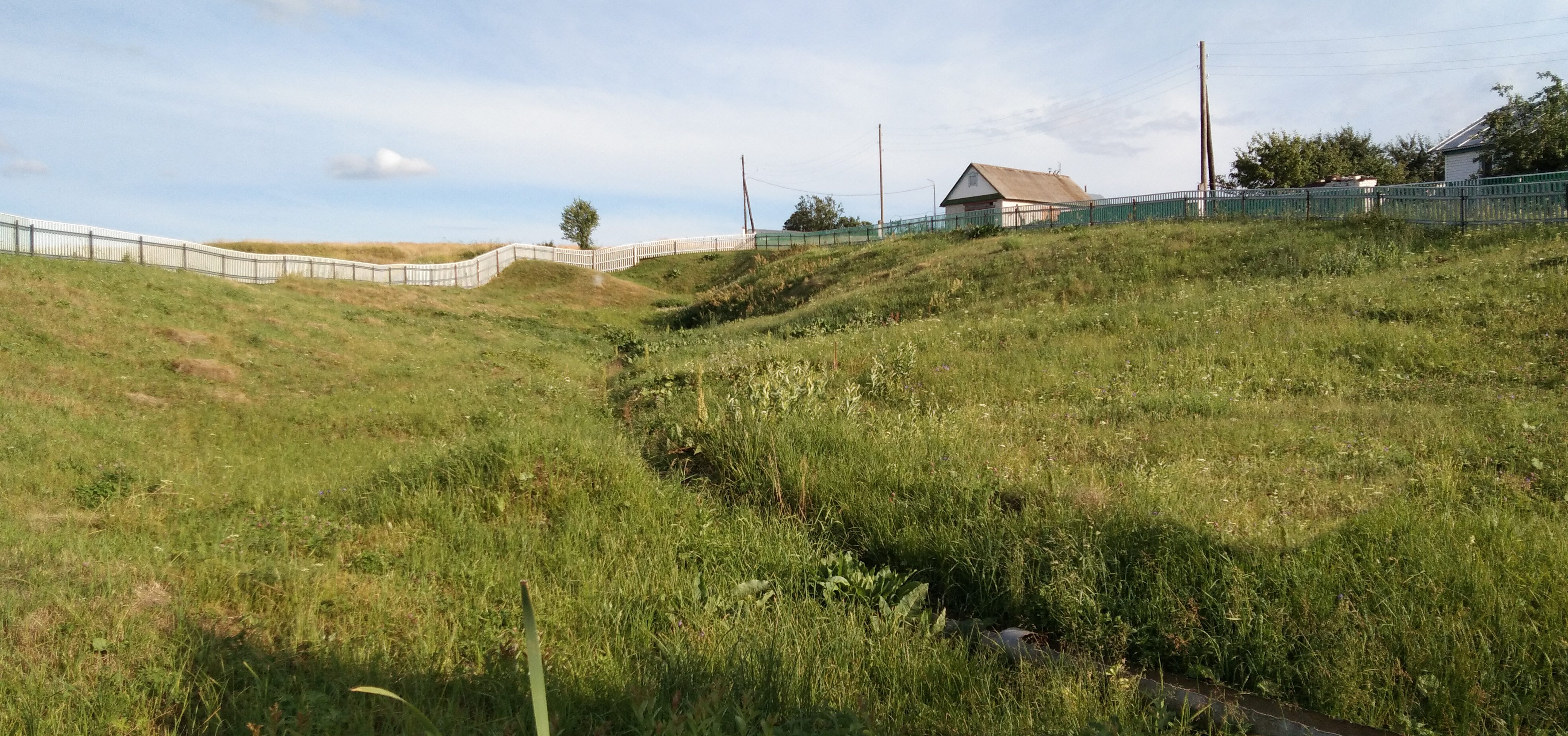
Инеш. Первый родник, из которого берут питьевую воду
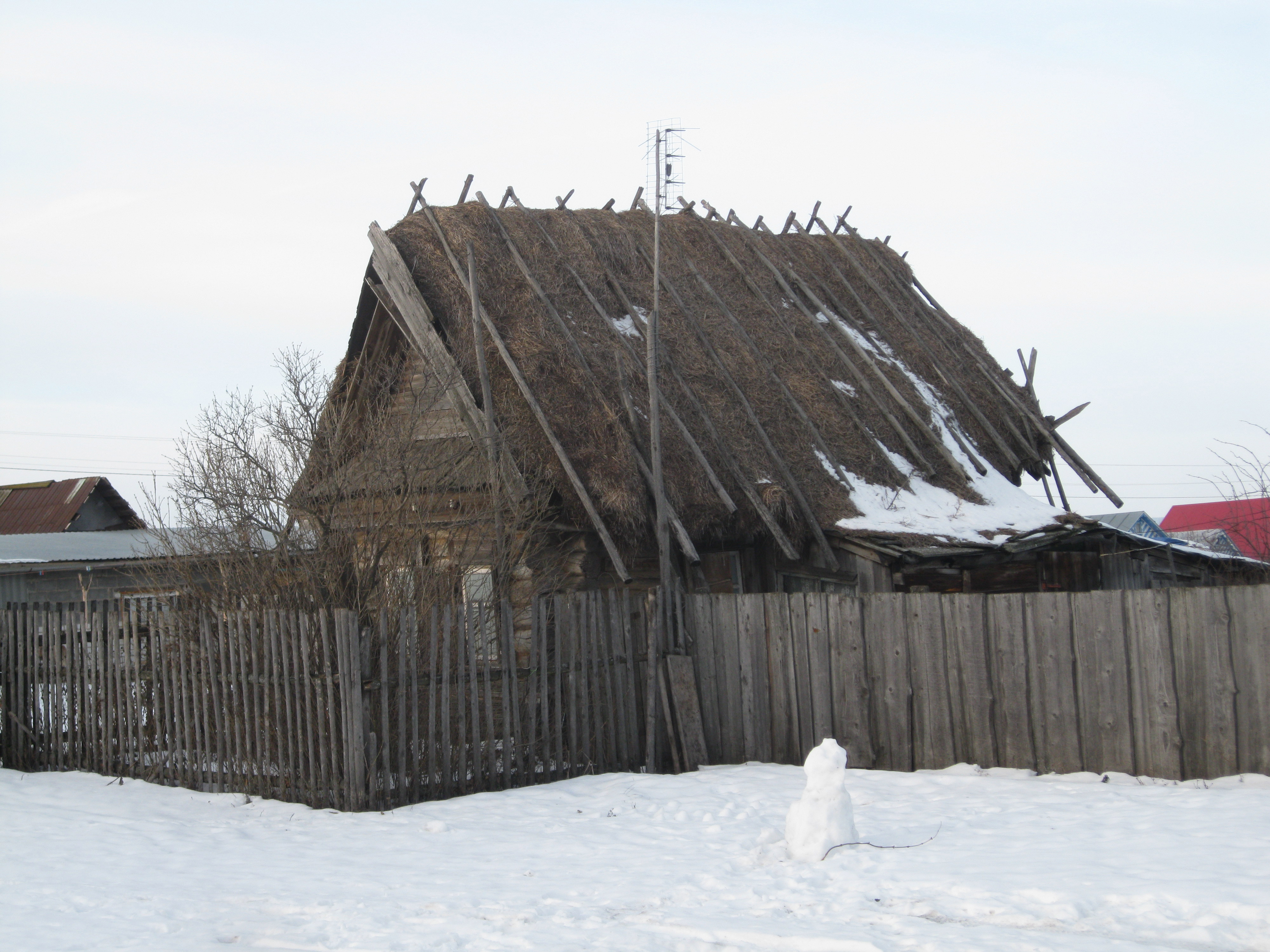
Самая старая жилая постройка в деревне — деревянный дом с соломенной крышей
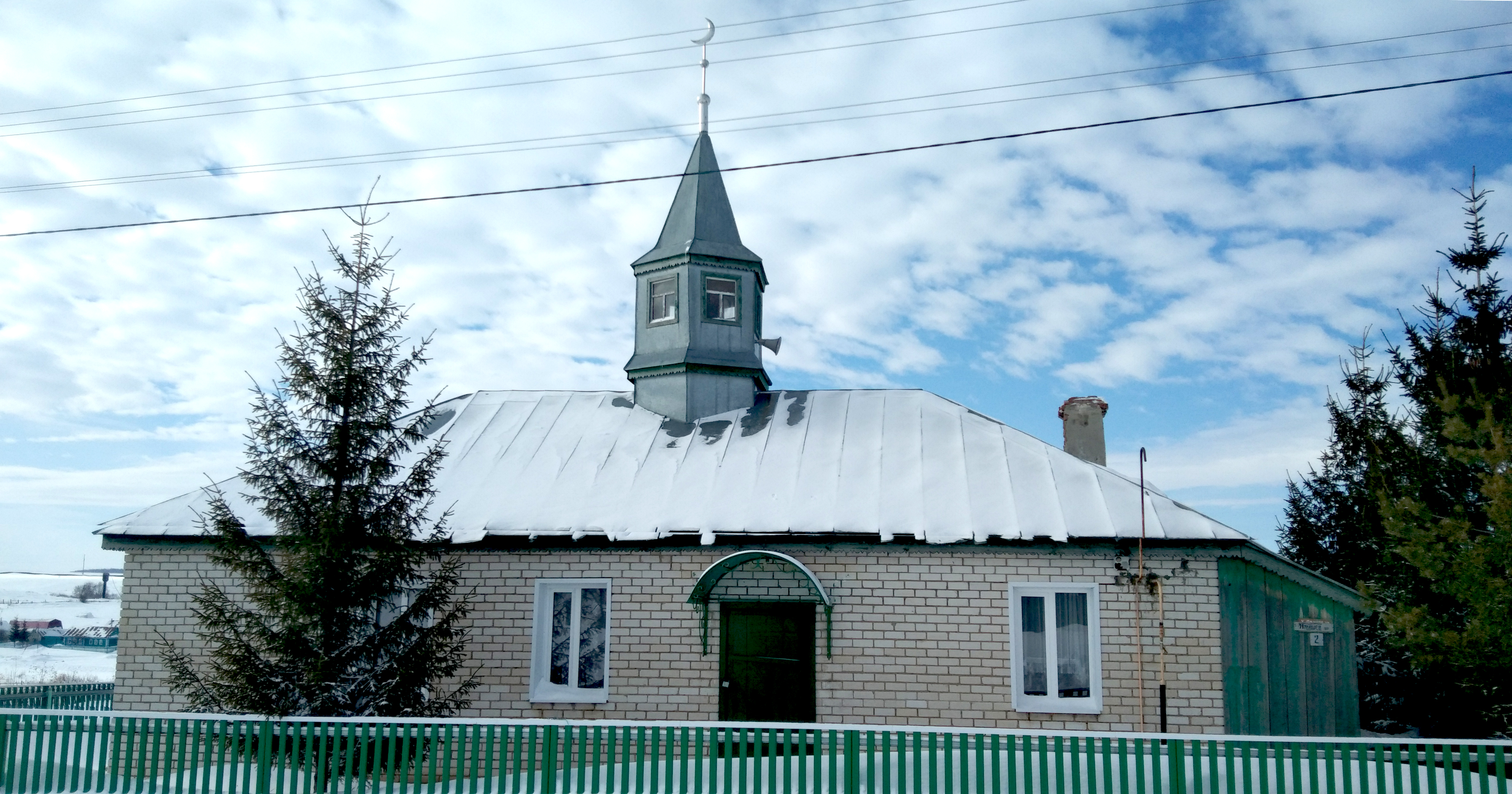
Мечеть
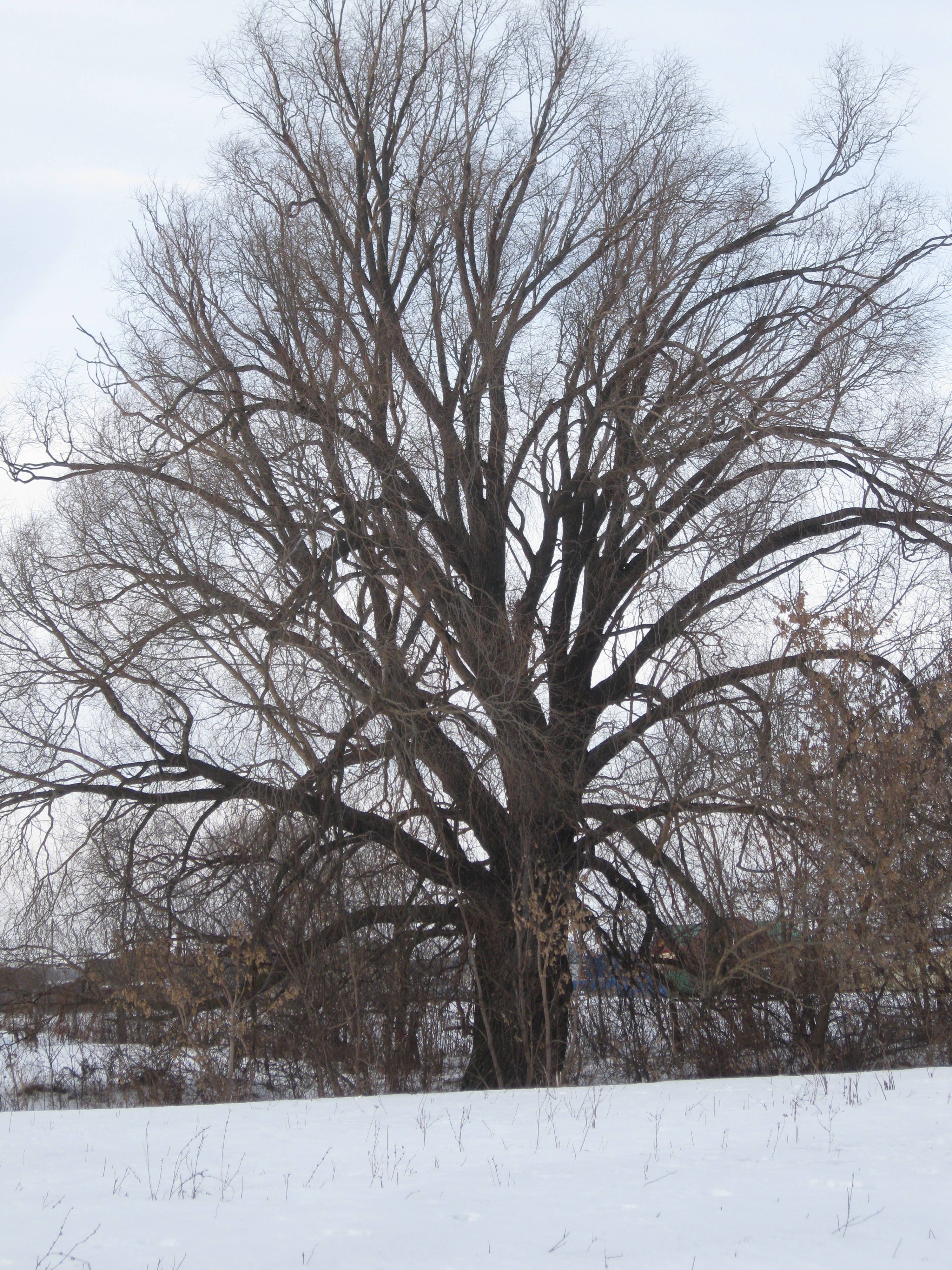
Знаменитая ива — самое старое дерево в деревне
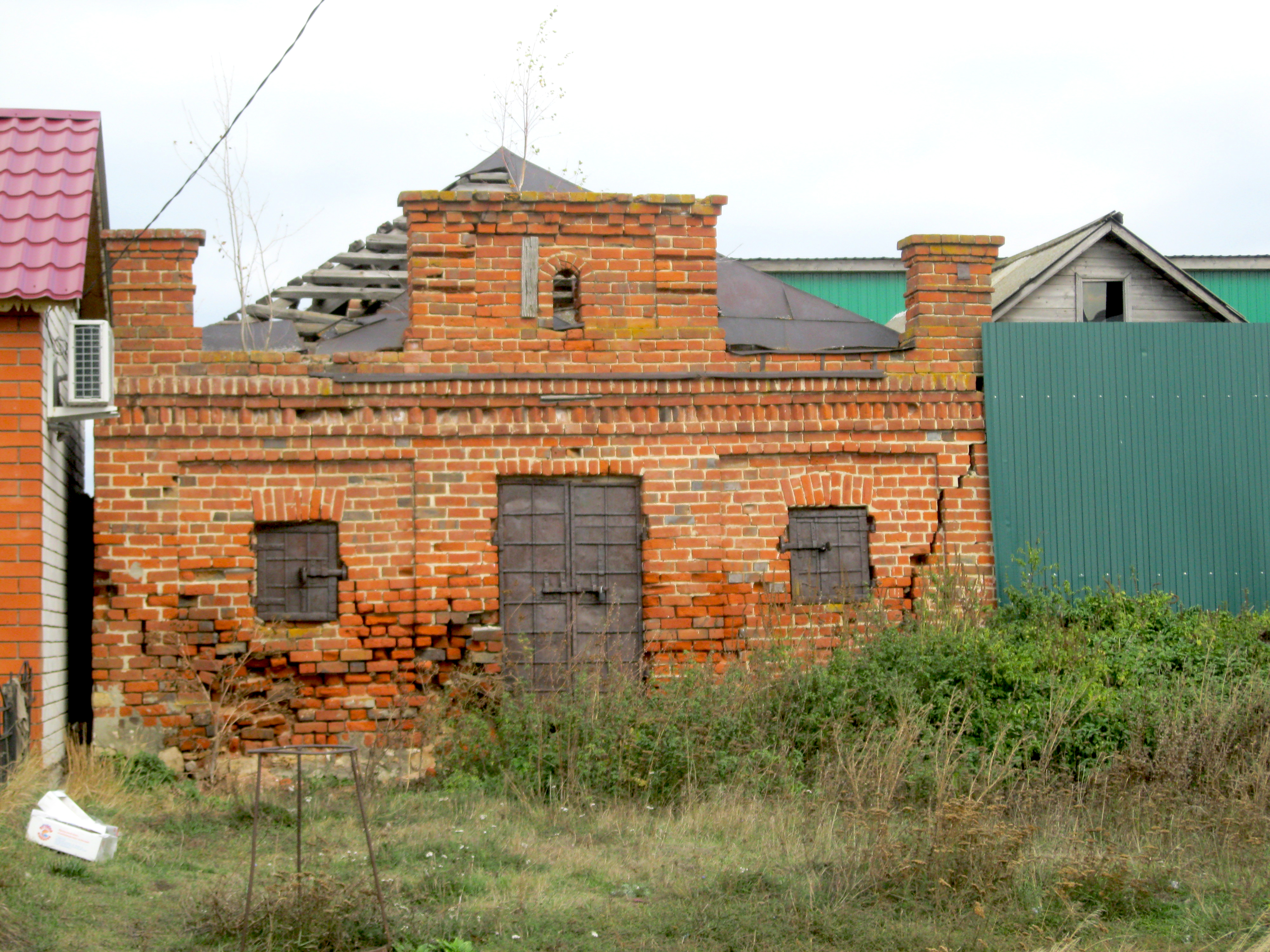
Здание торговой лавки Ахметши Рахматуллина
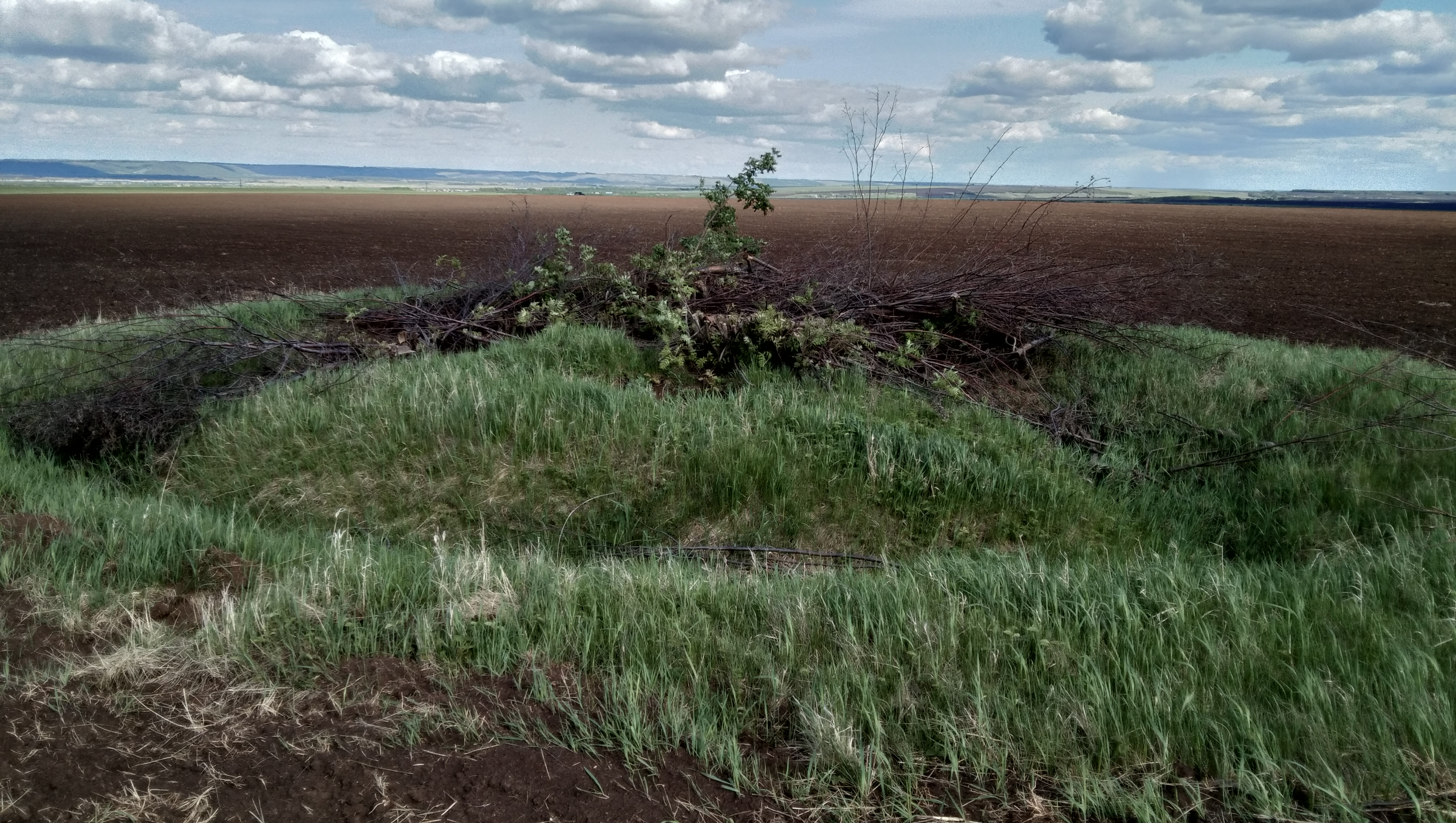
Место триангуляционной вышки
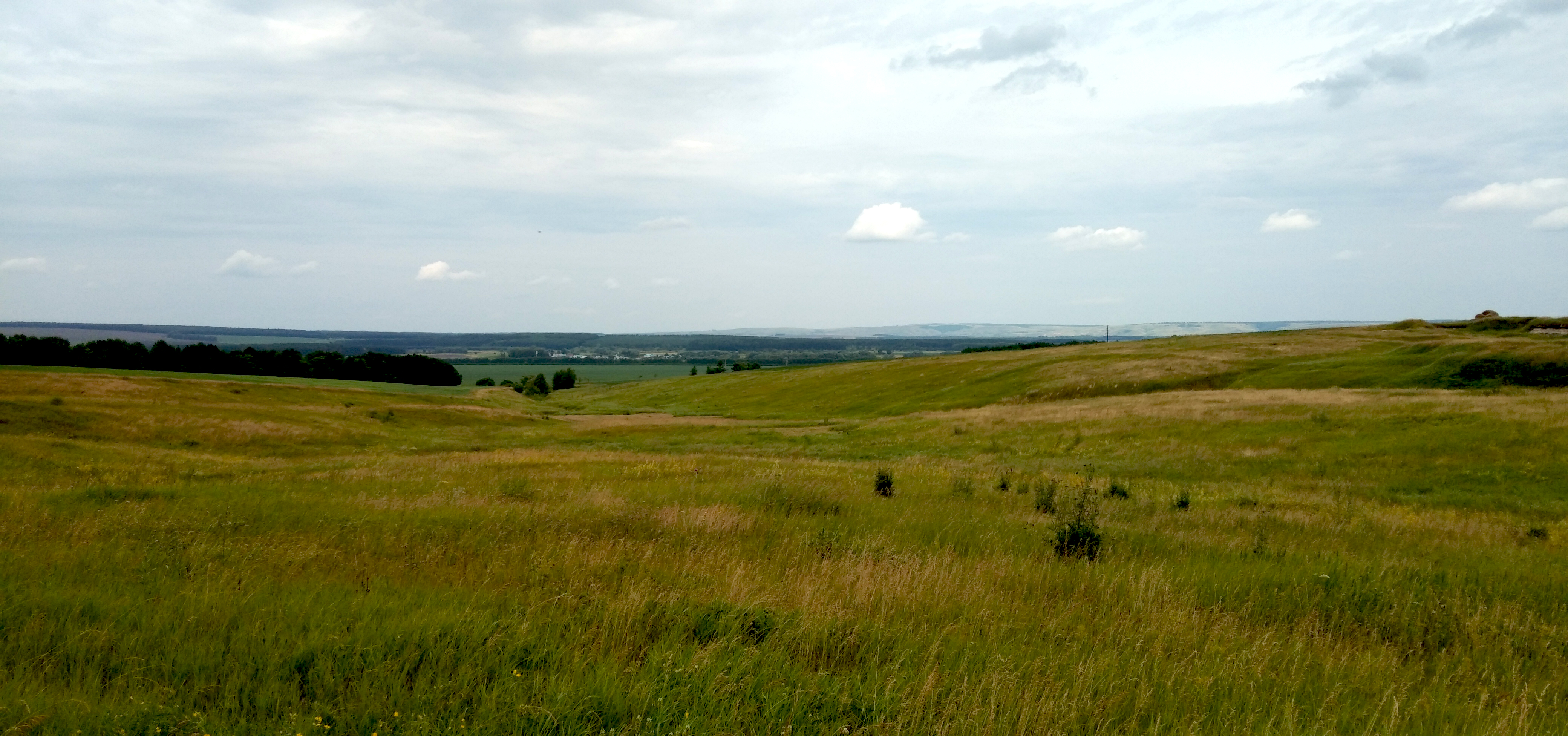
Овраг Могар (на карте 1798 г. - Мунгар)
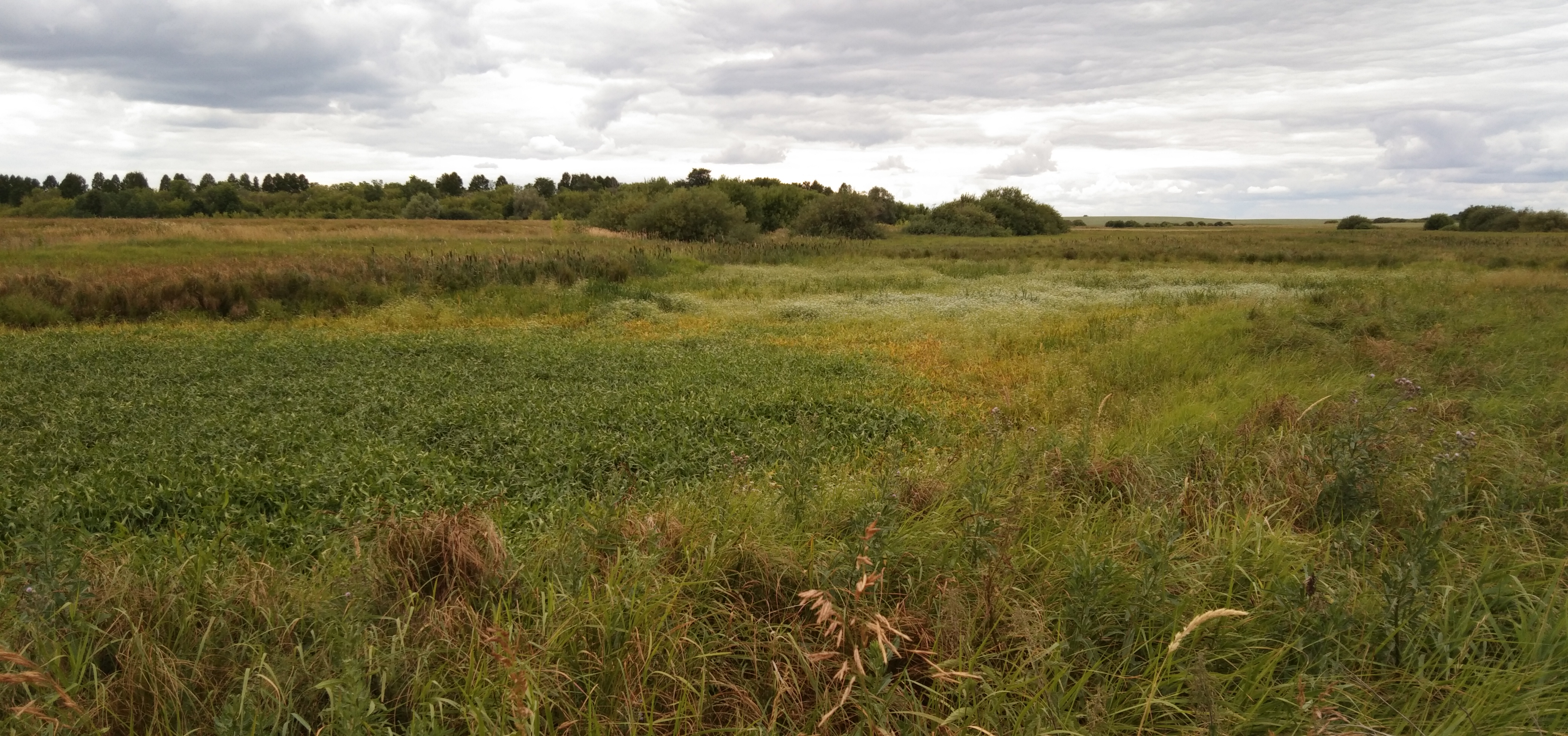
Макарское болото
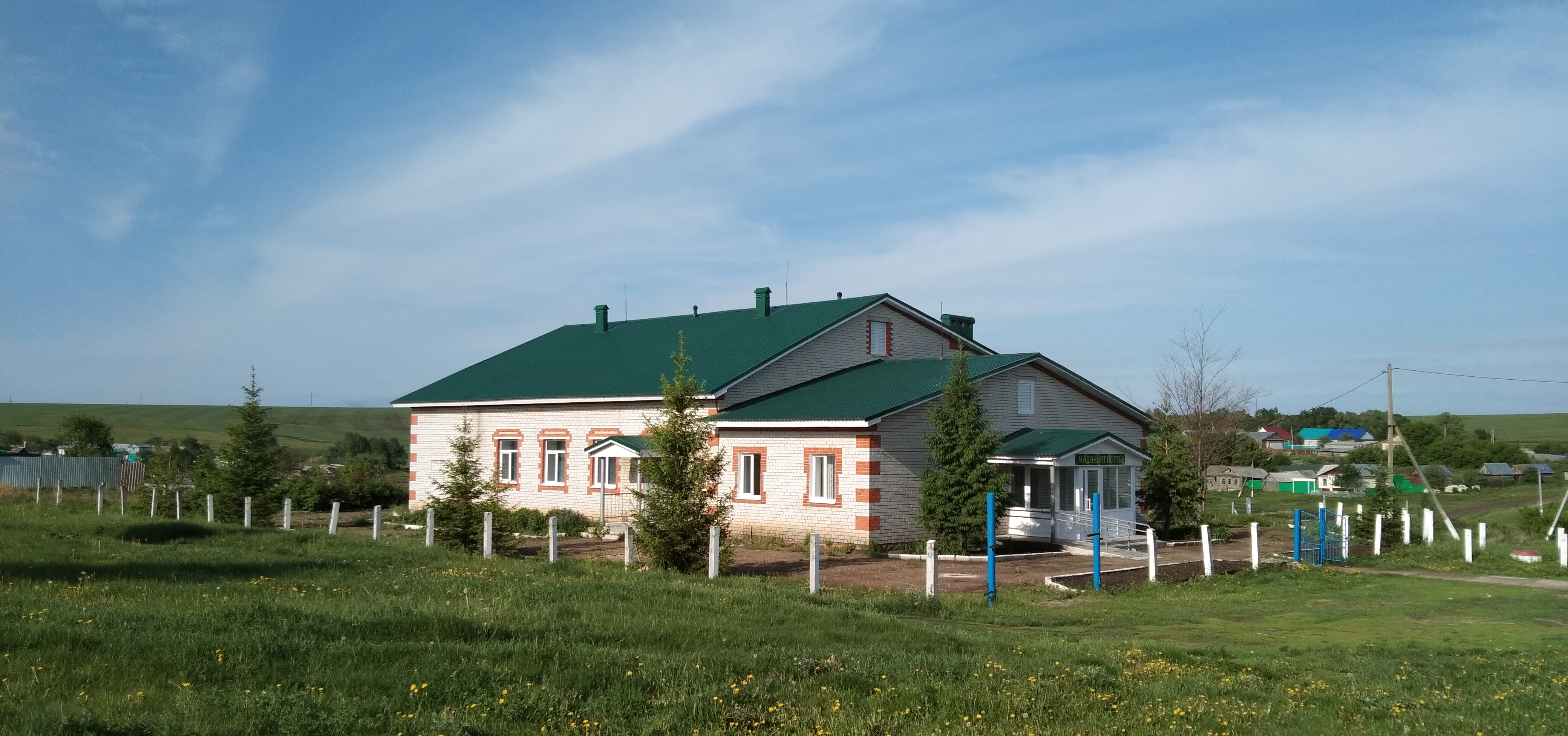
Здание культурно-спортивного комплекса
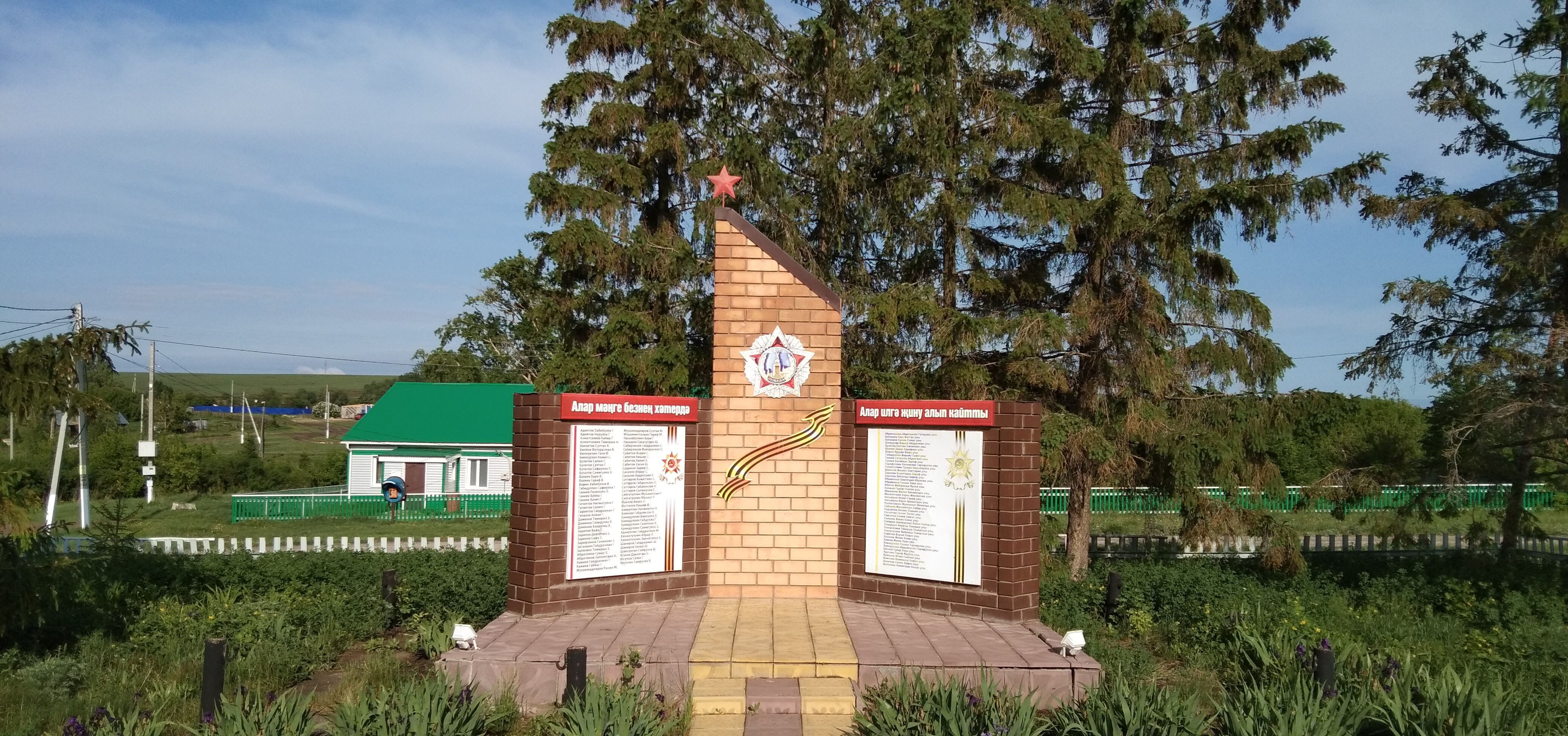
Памятник участникам Великой Отечественной войны
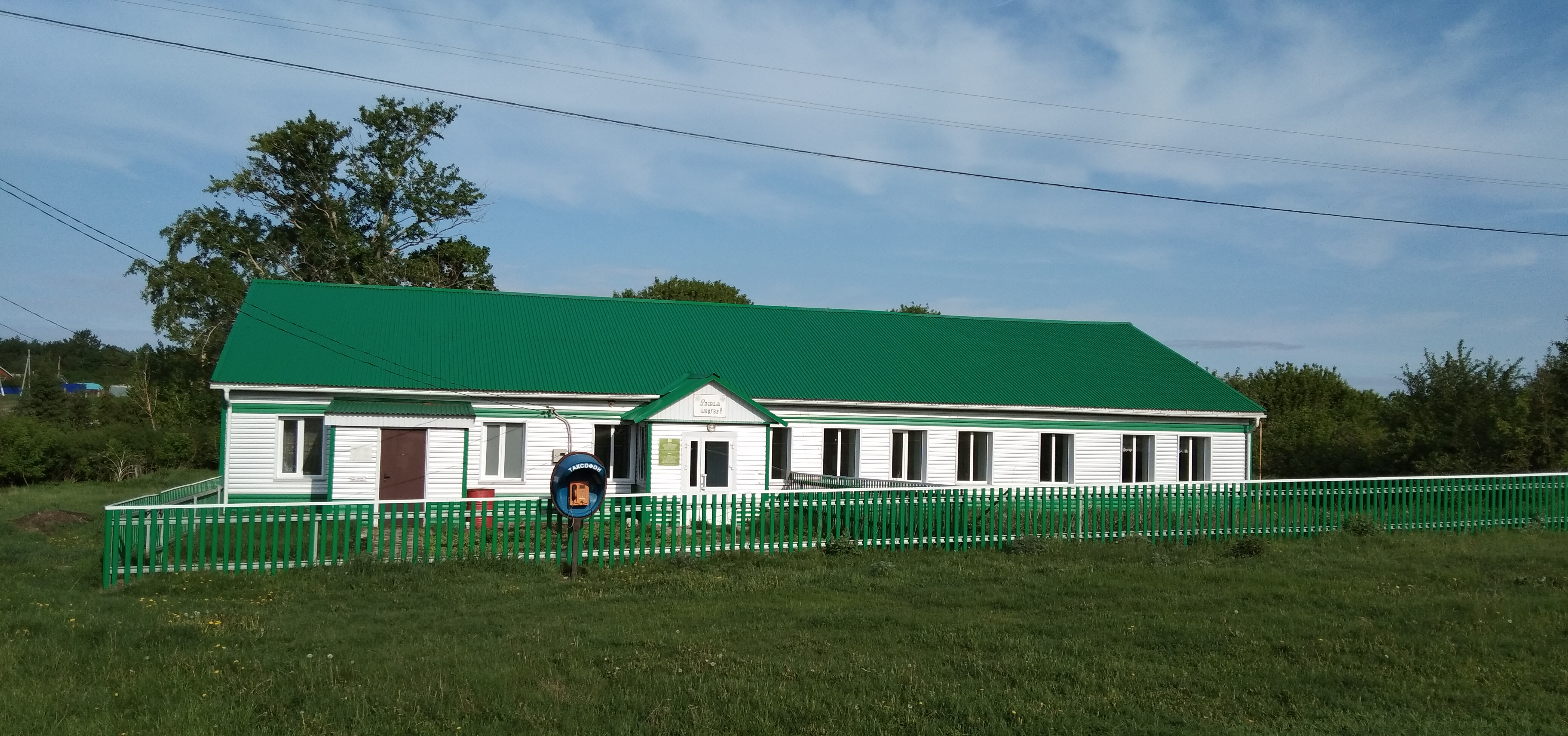
Здание начальной школы и ФАП